# Kerstin Palo
Kerstin Maria Birgitta Palo, född Johnson 31 mars 1932 i Brännkyrka församling i Stockholm, död 26 december 2010 i Botkyrka, var en svensk skådespelare.
Palo filmdebuterade 1953 i Hampe Faustmans drama Kvinnohuset där hon spelade en av de större rollerna. Hon kom att medverka i fyra långfilmer under 1950-talet.

## Filmografi
- 1953 – Kvinnohuset
- 1955 – Ute blåser sommarvind
- 1956 – Flickan i frack
- 1957 – Gårdarna runt sjön